# Dreyfusaffären

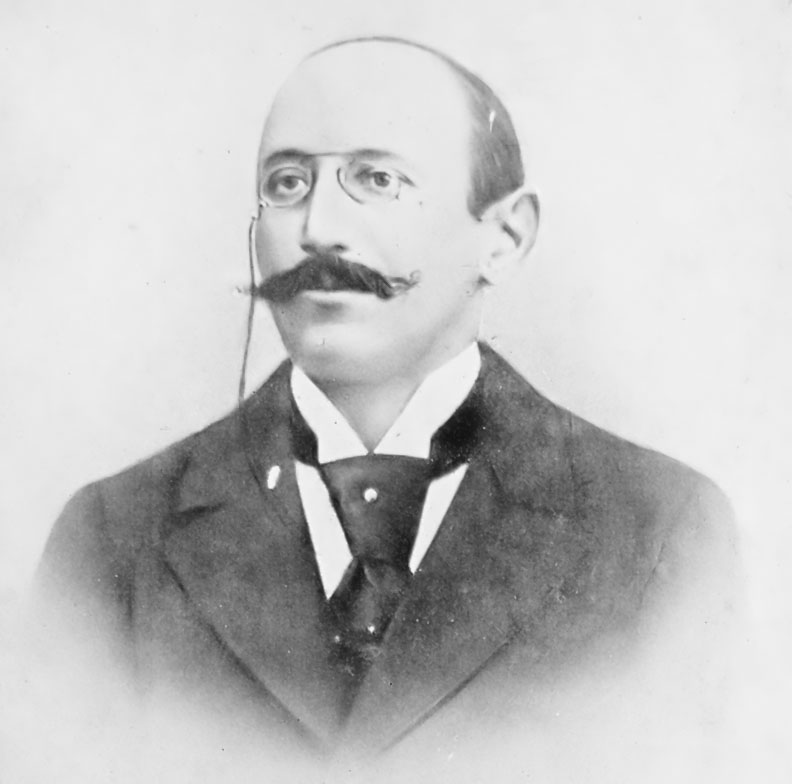
Alfred Dreyfus.

Dreyfusaffären var en politisk rättsskandal som ägde rum i Frankrike åren 1894 till 1906. Affären handlade ursprungligen om officeren Alfred Dreyfus, som anklagades för att ha lämnat över hemligstämplade handlingar till den tyska krigsmakten och dömdes till straffarbete för spioneri. 

## Händelseförlopp
Den 15 oktober 1894 arresterades den judiske generalstabsofficeren och artillerikaptenen Alfred Dreyfus, misstänkt för att ha lämnat över en förteckning av militära dokument ("le bordereau") till den tyske militärattachén i Paris. Dreyfus dömdes den 22 december samma år mot sitt nekande av en krigsrätt till degradering och livstids deportation till Djävulsön för högförräderi. Dreyfus kom att hållas deporterad i fångkolonin från 5 januari 1895 till 9 juni 1899.
Redan 1896 lyckades en före detta kollega till Dreyfus, överstelöjtnant Georges Picquart, komma över det så kallade "petit bleu", ett fragment av ett oskickat telegram skrivet av den tyske militärattachén. Telegrammet bevisade att den franske majoren Ferdinand Walsin-Esterházy hade börjat ägna sig åt högförrädiska stämplingar, och gjorde det sannolikt att han även var upphovsman till bordereaun. En vän till Esterházy, överstelöjtnanten vid generalstaben Hubert-Joseph Henry, lät dock 1896 offentliggöra ett brev från den italienska militärattachén i Paris, som tycktes tydligt bevisa Dreyfus skuld.
Esterházy, som 1897 ställdes under åtal inför krigsrätt, blev frikänd i januari 1898. Esterházy flydde dock ganska kort efter sitt frikännande till Storbritannien, varifrån han 1901 erkände sig som författare till bordereaun. Då hade domen mot Dreyfus redan börjat ifrågasättas, och ledande franska politiker med Georges Clemenceau i spetsen hade tagit sig an hans sak. När Émile Zola fick veta att krigsrätten hade frikänt Esterházy, publicerade han i Clemenceaus tidning L'Aurore ett öppet brev till den franske presidenten med inledningen "J'accuse" (på svenska "Jag anklagar"). 
Inlägget väckte hetsig debatt, trots regeringens försök att lugna stämningen. I ett försök att stilla oppositionen lät krigsministern Jacques Marie Eugène Godefroy Cavaignac läsa upp den italienske militärattachéns brev i kammaren. Uppläsningen ledde dock till en närmare granskning, där det visade sig att militärattachén inte kände till brevet som han skulle ha skrivit. Hubert-Joseph Henry förhördes och erkände att han själv hade förfalskat brevet. Han begick självmord kort efter sin häktning. 
Dreyfusmålet överlämnades därefter till en särskilt konstituerad kassationsdomstol, som följande år upptäckte flera förfalskningar bland bevisen mot Dreyfus. Krigsrättsdomen från 1894 underkändes och målet togs upp för ny prövning av en krigsrätt i Rennes. Efter två månaders förhandlingar 8 juli - 9 september 1899 dömde krigsrätten Dreyfus med 5 röster mot 2 till 10 års fängelse. Omedelbart därefter benådade den franske presidenten Émile Loubet Dreyfus, som endast motvilligt accepterade eftersom han fortfarande inte var frikänd.
1903 togs målet upp på nytt sedan det visat sig att även krigsrätten i Rennes haft förfalskade dokument som grund för sin dom. Den 12 juli 1906 avkunnade slutligen kassationsdomstolen en fullständigt frikännande och rehabiliterande dom. Samtidigt utnämndes Dreyfus till major vid artilleriet, en tjänst som han lämnade 1907. 
Vid överförandet av Émile Zolas stoft till Panthéon i juni 1908 utsattes Dreyfus för ett attentat av en antisemitisk journalist och skadades lätt.
Dreyfus tjänstgjorde som reservofficer under första världskriget, blev överstelöjtnant 1918 och riddare av hederslegionen 1919.

## Efterspel
Dreyfusaffären är idag känd som en klassisk rättsskandal, både i Frankrike och utomlands. Den var även ett tidigt exempel på en rättsröteaffär där juridik och personer med makt spelade en avgörande roll. 
Dreyfusaffären fick stor betydelse för judar över hela världen, men främst i den europeiska diasporan. Redan i sin samtid påstods Dreyfusaffären, bl.a. av Theodor Herzl, visa på en utbredd och stegrande antisemitism i Europa. Av detta drog flera judar slutsatsen att det judiska folket måste få ett eget hemland, Israel, huvudtanken bakom den moderna sionismen. Som en följd av detta ökade den judiska inflyttningen till Det heliga landet kraftigt under 1900-talets början.